# Agylla hypotricha
Agylla hypotricha là một loài bướm đêm thuộc phân họ Arctiinae, họ Erebidae.